# Rotfuchs (Film)
Rotfuchs ist ein Fernsehfilm von Manfred Mosblech aus dem Jahr 1973 nach einer Erzählung von Peter Abraham. Er wurde von der DEFA für das Fernsehen der DDR produziert.

## Handlung
Eva Kolinauke heißt in Wirklichkeit gar nicht so, denn sie wurde als Kleinstkind allein in ein Boot gesetzt und an einer Schleuse von dem Schleusenmeister Albert Kolinauke mit seiner Frau gerettet und adoptiert. Heute, im Alter von 28 Jahren ist sie Postzustellerin in einem kleinen Ort, hat einen Sohn, keinen Vater dazu und ist rothaarig, was ihr den Spitznamen Rotfuchs einbrachte. Sie liebt ihren Beruf und wird auch von allen Leuten geliebt. Das einzige, was ihr noch fehlt, ist ein Mann, der sie liebt und mit ihr sein Leben teilen will. Nicht dass sie keine Möglichkeiten hat, aber sie sucht etwas Festes.
Da lernt Eva den Binnenschiffer Jon kennen, der regelmäßig durch die Schleuse fahren muss, an der sie immer noch wohnt. Sie merkt, dass er Interesse an ihr hat, welches sie auch erwidert, aber er will ihr nicht sagen, dass er sie liebt. Trotzdem werden beide ein Paar, und Jon findet den Weg zu ihr über das Zimmerfenster im Schleusenwärterhaus, auch wenn er dazu eine Leiter braucht. Das Ergebnis dieser Liebe lässt nicht lange auf sich warten, und Jon muss Eva gestehen, dass er bereits verlobt ist. Seine Verlobte Sabine, mit der er seit sechs Jahren zusammenlebt, hat auf sein Anraten hin Tierärztin studiert, ist jetzt damit fertig und beide wollen in die Gegend der Schleuse ziehen, wo sie eine Arbeitsstelle als stellvertretende Kreistierärztin gefunden hat. Eva beschließt daraufhin, das Kind nicht zu bekommen.
Im Krankenhaus ändert sie ihre Meinung, denn das Kind ist ja von dem Mann, den sie liebt. Nach der Geburt ihres zweiten Sohnes sorgt sie ständig dafür, dass Jon ebenfalls damit konfrontiert wird. Sie zeigt sich ständig, wenn er mit seinem Schiff durch die Schleuse muss, auch mit einer neuen Frisur, ähnlich seiner Verlobten, stellt den Kinderwagen sichtbar hin und hängt die Babywäsche provokativ auf. Jon fühlt sich immer mehr zu Eva hingezogen und merkt langsam, dass er sie liebt. Er merkt auch, dass das Verhältnis zu Sabine, mit der er inzwischen verheiratet ist, nicht wirklich etwas mit Liebe zu tun hat. Es besteht nur aus Berechnungen, Planungen für das weitere Leben und ist ohne jegliche Euphorie und Emotionalität.
Während einer Schleusung ruft Jon Eva zu, dass er sie am Abend durch das Fenster besuchen kommen wird. Sie besteht aber darauf, dass er, wenn er kommen will, nur durch die Tür und mit seinem Federbett – also auf Dauer – bei ihr eintreten darf.

## Produktion
Die Erzählung Rotfuchs schrieb Peter Abraham extra für diesen Film und wurde 1983 in dem Buch Rotfuchs und andere Leute vom Verlag Neues Leben veröffentlicht.
Die Außenaufnahmen fanden zu großen Teilen in Drewelow, Tangermünde und an der Schleuse Wesenberg und deren Umgebung statt. Das Szenarium schrieb Peter Abraham und für die Dramaturgie war Manfred Dorschan verantwortlich.
Die Erstausstrahlung des auf ORWO-Color gedrehten Films erfolgte am 24. Dezember 1973 im 1. Programm des Fernsehens der DDR. Bis 1990 folgten elf Wiederholungen.

## Kritik
Peter Berger von der Tageszeitung Neues Deutschland hob die geschlossene kollektive Leistung des Filmteams hervor, die über weite Strecken wie aus einem Guss geschaffen wirkte.
Das Lexikon des internationalen Films bezeichnete Rotfuchs als heiteren Fernsehfilm.